# Ши Найань
Ши Най'ань (施耐庵, 1296 — 1372) — китайський письменник часів династії Юань.

## Життєпис
Народився у 1296 році. Місце народження точно не відомо: повіт Хелін області Тайчжоу або повіті У області Сучжоу (місто Сучжоу провінції Цзянсу). Походив з бідної родини. З 7-річного віку займався самонавчанням. У 1303 році поступив до приватної школи у Хушугуані. Незважаючи на усі складнощі він став високоерудованою людиною, добре знав класику давніх філософів, вірші та твори, астрономію, географію, медицину та небесні явища. У 1315 році стає домашнім вчителем. У 1321 році з успіхом складає провінційний іспит. У 1331 році отримав вищий вчений ступінь цзіньши. Отримує адміністративні посади у провінції Хунань.
У 1333 році він кинув посаду і повернувся додому. Тут він познайомився з Ло Гуаньчжуном (сином місцевого багатія), який став його учнем. Він не втручається у політичні події. Лише у 1352 році бере участь в обороні Сучжоу проти розбійників. Під час повстань проти династії Юань Ши Найань залишався осторонь, не підтримуючи жодної сторони. Втім негативно поставився до приходу до влади Чжу Юаньчжана. У зв'язку з цим зазнав переслідувань. Помер у 1372 році у місті Хуайань (провінція Цзянсу).

## Літературна діяльність
Над своїми творами Ши Найань працював за допомоги свого учня Ло Гуаньчжуна. Вони разом працювали над романом «Трицарство» і «Легенда про знищення злих духів». На основі історичних фактів повстання Сун Цзяна Ши Найань написав роман «Річкові заплави», що є одним з чотирьох класичних китайських романів.